# Cheikh Tidiane Gaye
Cheikh Tidiane Gaye, född 1971 i Thiès, Senegal, är en senegalesisk-italiensk författare och poet. Han är även fredsaktivist.

## Biografi
Cheikh Tidiane Gaye är av senegalesiskt ursprung och naturaliserad italiensk. Han studerade filosofi vid Genuas universitet. 
Gaye har publicerat flera diktvolymer, och några av hans dikter har publicerats tvåspråkigt. Han anses vara en anhängare av afrikansk muntlighet.
2024 utsågs han till ordinarie ledamot av Europeiska vetenskapsakademin
Han är riddare av Arts et Lettres-orden.

## Utmärkelser
- 2024: Riddare av Ordre des Arts et des Lettres [1]

## Webblänkar
- Webbplats för Cheikh Tidiane Gaye (italienska)
- Webbplats för Léopold Sédar Senghor International Academy (italienska)